# Anders Osterlind
Anders Örm Österlind, nacido en Lépaud (Creuse) el 19 de junio de 1887, y muerto en París el 5 de enero de 1960, fue un pintor paisajista francés. Fue hijo del pintor sueco Allan Österlind y de Joséphine Eugénie Carré y padre del acuarelista Nanic Österlind. También fue padre de dos hijas, Lise Courtier y Marie-Claire d'Ornano.
Conoció en su juventud el movimiento impresionista con Armand Guillaumin y el envejecido Auguste Renoir a quien ayudó en sus obras, habiéndose codeado, en su apogeo, con los fauvistas y forjado lazos de amistad y estima recíproca con algunos de los más destacados. artistas de la Escuela de París como Amedeo Modigliani, Michel Kikoine, Chaïm Soutine, Othon Friesz, Jacques Villon, André Dunoyer de Segonzac. Mostró muy pronto un carácter independiente, una extrema sensibilidad por los grandes alientos de la naturaleza y una preocupación por un dominio pictórico que le hará perseguir, durante medio siglo, indiferente a las modas, una obra de paisajista original y fuerte en intensa poesía.

## Biografía

### Infancia, 1887-1907
Nació el 19 de junio de 1887, a las 4 en punto, en la casa de su padre y su madre en Lépaud. Su nacimiento se declara al día siguiente, 20 de junio, en presencia de Christian Skredsvig y Ernst Josephson, ambos pintores residentes en Lépaud pero domiciliados legalmente, el primero en Christiania (Noruega), el segundo en Estocolmo (Suecia).
Durante este período, Anders Österlind vivió con sus padres en París, en Bretaña (Bréhat, Penvern) o en Indre (Gargilesse-Dampierre).
En el círculo de amigos de sus padres, conoció en Bretaña al filósofo Ernest Renan, los críticos de arte Armand Dayot, Charles Le Goffic, los poetas Edmond Haraucourt y Max Jacob, el pintor Maxime Maufra, en Creuse al poeta Maurice Rollinat, en la región de París, la importante compañía de artistas escandinavos residentes en la capital a finales de siglo, en particular August Strindberg, el príncipe Eugenio de Suecia y el pintor Per Ekström, y también, cuando tenía cinco años a Auguste Renoir, que vivía no lejos de sus padres a los pies de Montmartre, y que lo llevaba a pasear por los Jardines de Luxemburgo. Después encontrará al ilustre pintor en Cagnes en 1918-1919.
Sus estudios primarios se desarrollaron de acuerdo a los numerosos viajes de su familia, en las escuelas de Penvern, Bréhat en Bretaña o Gargilesse-Dampierre y Fresselines en Creuse. Sus estudios secundarios fueron breves y terminaron en el Collège Sainte-Croix de Neuilly. No asiste a ninguna escuela o taller de arte. Su formación artística la realiza con su padre, el pintor-grabador-acuarelista Allan Osterlind, de tendencia postimpresionista y naturalista, y sus amigos franceses, Maurice Rollinat, Maxime Maufra, Jean-François Raffaëlli, y especialmente los escandinavos, en particular el Sueco Per Ekström quien le enseñó la práctica de pintar con espátula que será una de las características de su pintura.
En 1905, en el Salón de la Sociedad Nacional de Bellas Artes, Anders Osterlind exhibió un pastel, L'Aurore, y un óleo sobre lienzo, Efecto de nieve, su primer lienzo que donó a su maestro Per Ekström en reconocimiento por sus enseñanzas.

### Madurez, 1907-1960
A partir de 1907, comenzó a vender su pintura, especialmente en Suecia. Frecuentó el medio artístico de Montparnasse y, desde 1918-1919, formó parte de los artistas de Montparnasse que formarían la Escuela de París; de los que cuenta entre sus amigos a Michel Kikoine, Amedeo Modigliani, etc.
Anders Österlind era ante todo un paisajista. En busca de luz y emoción, viaja por muchas regiones de Francia y también por el extranjero. Se inspira en la región de París (Versalles, Moret-sur-Loing, bosque de Rambouillet ), en el norte de Bretaña (Penvern, Ploumanac'h, Tonquédec, Bréhat, Lannion, Saint-Quay-Portrieux), en Finisterre (Bénodet, Portsall), en Normandía (Honfleur, Barfleur, Yport, Martagny, etc.), en el sur (Arles, Cagnes-sur-Mer, Aix-en-Provence, Vaison-la-Romaine), en Creuse, Corrèze, Sarthe y Touraine, en los Alpes, en Lozère (Florac) y en Cantal (Thiézac), en Charente, en el País Vasco. También hace estancias en Túnez, Holanda, Estocolmo y Copenhague.
Österlind fue miembro del Salon d'Automne, Salon des Indépendants, miembro del comité Salon des Tuileries, vicepresidente del Salon du dessin et de la peinture à l'eau.
Por escritura recibida en el ayuntamiento de Neuilly-sur-Seine el 13 de abril de 1909, reconoce como su hijo a un niño, nacido el 11 de febrero anterior, en el distrito XVIII de París, e inscrito en los registros de dicho distrito con el nombre de Anders Allan Bakra, hijo de Rachel Bakra (1889-1920) y de padre anónimo.
Se casó, en primer matrimonio, el 5 de marzo de 1914 en París, con Rachel Bakra, legitimando así a su hijo, Anders Allan Österlind, conocido como Nanic Österlind. Rachel, a quien Modigliani inmortalizó en 1919, murió en 1920.
Se casa, en segundo matrimonio, con el 21 de junio de 1922, en Versalles, con Yvonne Marie Madeleine Destrez.
Tras haber optado por la nacionalidad sueca, es reintegrado a su nacionalidad de francés, mediante decreto de fecha 28 de marzo de 1924.
En 1926 se crea la "Sociedad de Bellas Artes Belfortaine" que organiza cada año hasta la Segunda Guerra Mundial importantes exposiciones en los museos de Belfort en las que Anders Osterland participa en compañía de Georges Fréset, Jacques-Émile Blanche, Jean-Eugène Bersier, Raymond Legueult, René-Xavier Prinet, Henry de Waroquier, Jules-Émile Zingg.
Cuando murió, dejó una amplia obra de más de 2000 lienzos, algunos de los cuales se conservan en los museos de Francia y del extranjero.

## Obra

### 1907-1926
Escapando a la presión de los fauves y los cubistas y a las tendencias impresionistas y realistas del medio artístico de su padre, Osterlind afirma, desde su primera participación en el Salón de la Sociedad Nacional de Bellas Artes, cierto gusto por un rico empastado, al servicio de un lirismo que seguirá imponiéndose a lo largo del tiempo: lienzos de Neuilly-sur-Seine, Colombes, Bretaña, Cagnes. La paleta se simplifica, los tonos ocres, beige y verdes dominan en los paisajes de Versalles, Creuse y los bosques de Orne. El pintor alcanza la plena madurez. La crítica lo sitúa al nivel de Maurice de Vlaminck, de quien no es discípulo, pero cuya influencia en su pintura es apreciable.

### Madurez 1926-1940
A partir de 1926, jugando audazmente con blancos y negros, Osterlind presenta paisajes con estanques y ríos plateados, bajo grandes cielos grises, que identificarán estos años como "período gris" por la crítica.
Muchas de sus obras se subastan. Este es el caso de cuatro de ellas incluidas en el catálogo de Pintura, Dibujos, Acuarelas y Gouaches Modernos, elaborado para la adjudicación del 22 de marzo de 1926, en la Sala número 1 del Hotel Drouot.
Así se presentan Casas en un paisaje de Bretaña, un lienzo que salió con el número 77, El gran árbol. Alrededores de Fontainebleau, un lienzo con el número 78, Jardins en Provence, un lienzo con el número 79, y Un village provençal, un lienzo con el número 80.
A partir de 1932, cambia el tono de su paleta, ante el asombro de los mismos críticos, que luego calificaron estos años como "período verde”, y los paisajes de Lozère, Charente y Somme declinan todos los tonos de ese color.
Por decreto, publicado en el Diario Oficial de la República Francesa el 8 de agosto de 1935, fue nombrado Caballero de la Orden Nacional de la Legión de Honor, en su calidad de pintor, para premiar sus 31 años de carrera artística y de servicios militares.

### El impacto de la Segunda Guerra Mundial
La derrota, la muerte de su hijo trastornan al artista cuyas obras adquieren a menudo un carácter trágico: paisajes nevados de Cantal, paisajes de la Île-de-France y de Bretaña, salpicados de amarillo cromo, azul ultramar, carmín, oscuros descensos de la cruz con cielos resplandecientes, bodegones interrumpidos que desconciertan a los fanáticos de sus pinturas de las épocas gris y verde y su poesía dulce y extraña.

### El regreso a la calma, 1948-1960
A partir de 1948 se queda en Bretaña los veranos en Vexin y sobre todo en la soleada calma de la campiña de Aix-en-Provence donde pinta pensando en Paul Cézanne, el único maestro que reconoce junto a su padre, Ekstrom y la Creuse de su infancia. Su obra finaliza con grandes lienzos donde los tonos cálidos y fríos se encuentran en paisajes deslumbrantes de una apacible vida interior.

### Final 1960
Su muerte será, a los ojos de artistas como Marc Chagall o críticos como René Huyghe, académico, autor de Arte y alma, como la de un gran artista de esta época. Anders Osterlind está enterrado en el cementerio de Saint-Louis en Versalles.

## Obras en las colecciones públicas
Las obras de Anders Osterlind aparecen en las colecciones de los museos de La Haya, Róterdam, Lieja, Ginebra, Estocolmo, en las colecciones del Estado francés y de la ciudad de París en el museo de arte moderno de la ciudad de París y en el museo Carnavalet, en el museo Departamental de Sceaux, en el museo de los años treinta de Boulogne-Billancourt, así como en los museos de Aix-en-Provence, Belfort, Cagnes-sur-Mer, Collioure, Colombes, Guéret, Honfleur, La Châtre, Le Cateau-Cambrésis, Le Havre, Libourne, Limoges, Marsella, Montpellier, Roubaix, Saint-Amand-Montrond, Saint-Quentin, Tours, Perros-Guirec, etc. También puede ver un fresco suyo en la iglesia de Notre-Dame-de-la-Gare en París.
En 2013, el Museo de Arte y Arqueología de Guéret le dedicó una exposición a los pintores postimpresionistas de Crozant, la primera parte de la exposición La Creuse, une Vallée Atelier. Esta retrospectiva dejó mucho espacio a las obras de Anders Osterlind, entre ellas Le moulin Brigand, óleo sobre lienzo pintado en 1918 y perteneciente a la colección del Museo Saint-Vic de Saint-Amand-Montrond.

## Galería

Œuvres d'Anders Osterlind, localisation inconnue
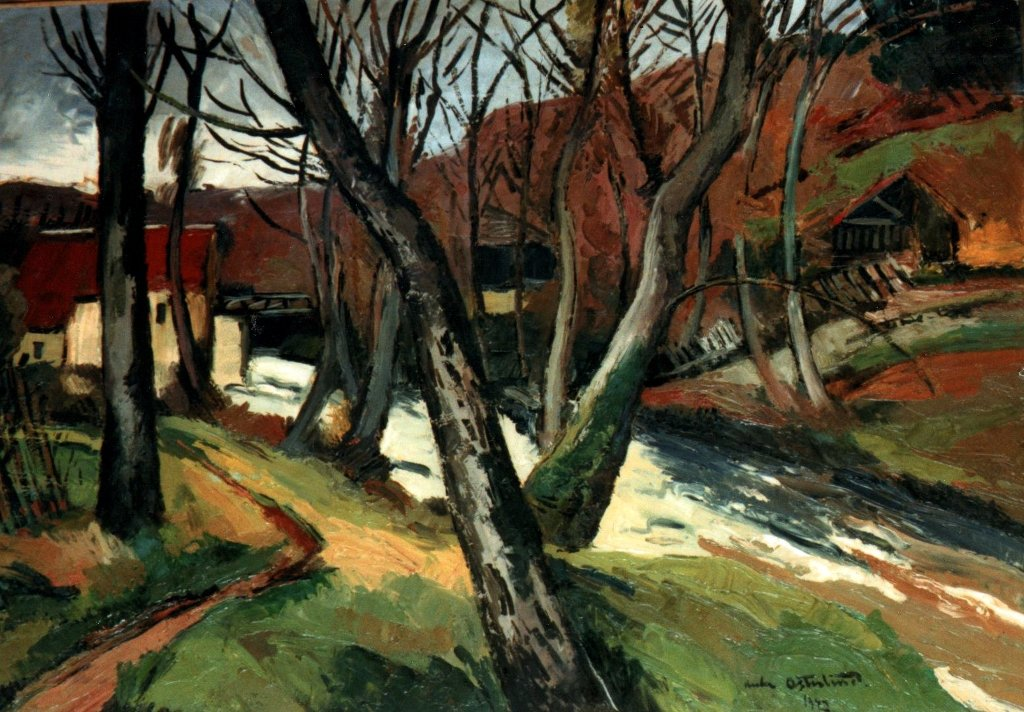
Paisaje en el puente (1922).
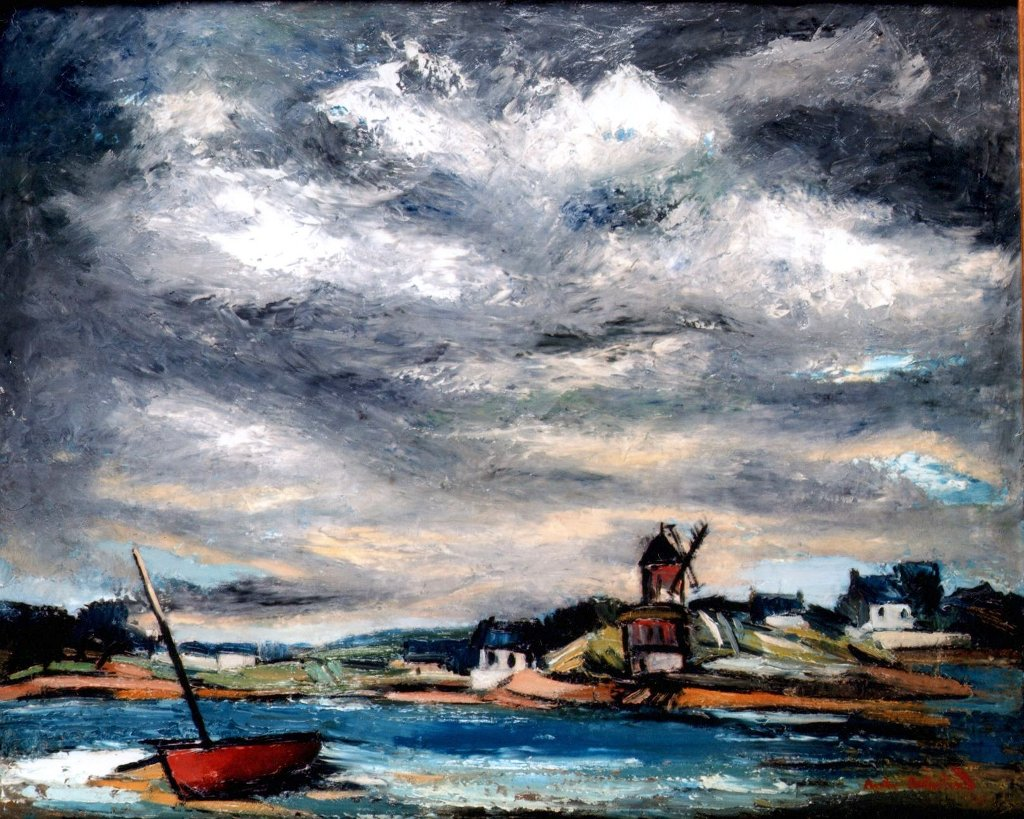
Marina, Bréhat (1927).
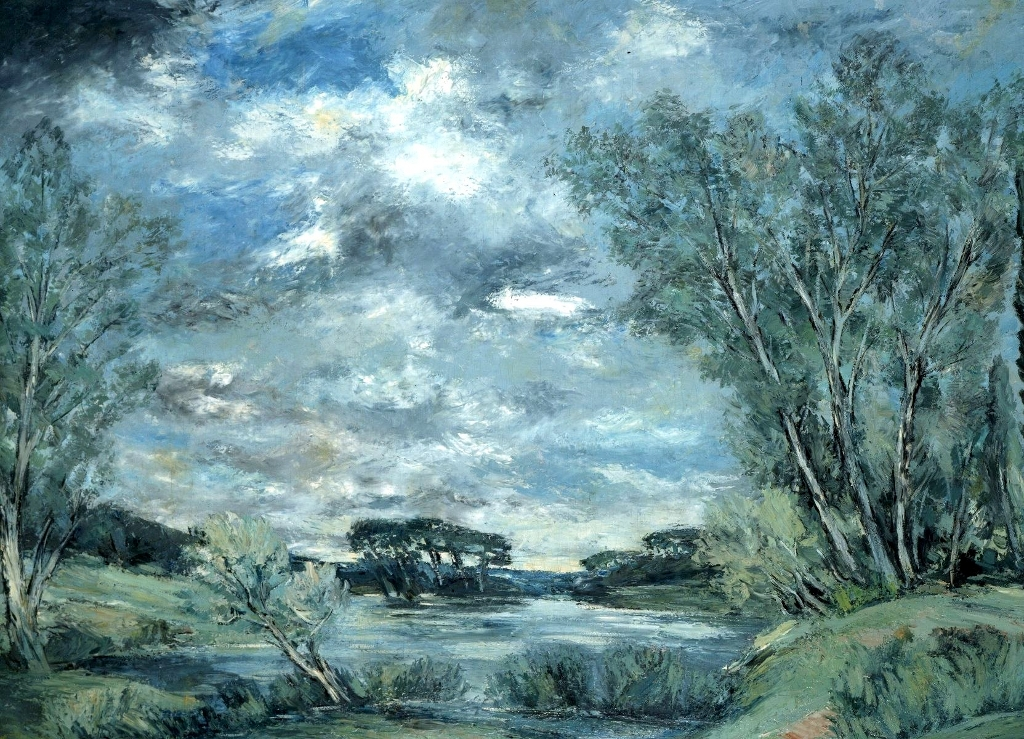
Arroyo en un paisaje boscoso (1930).
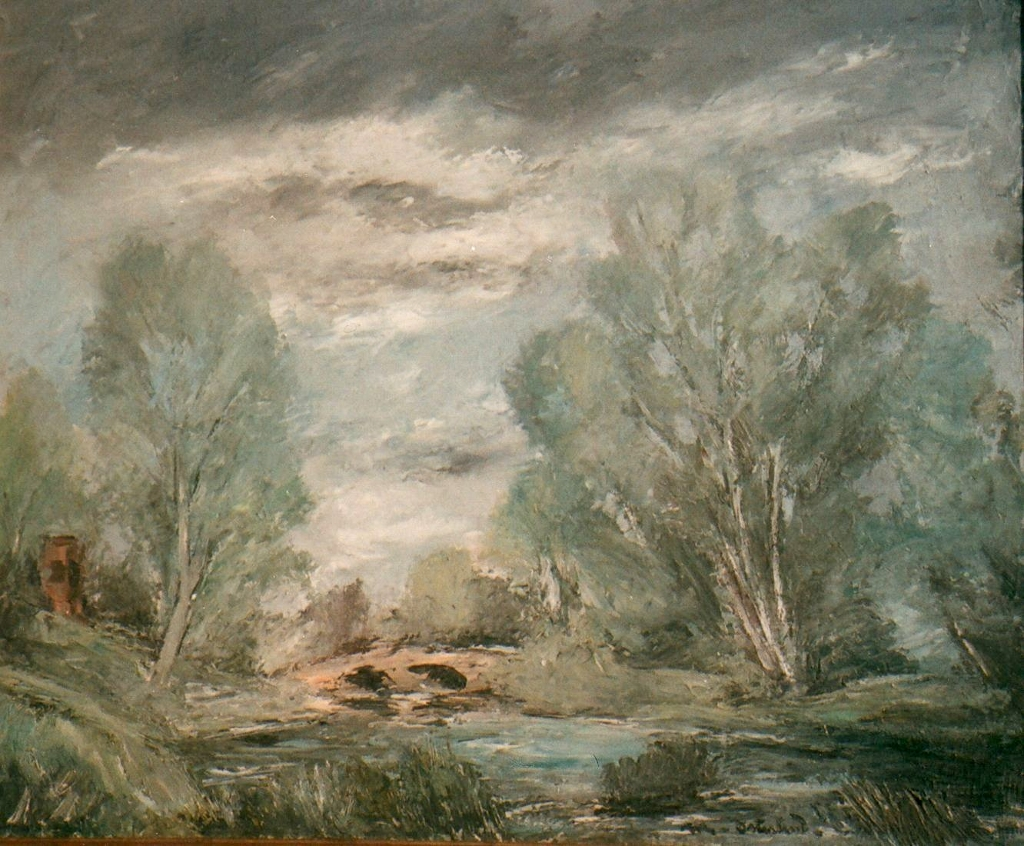
Riverside (1932).
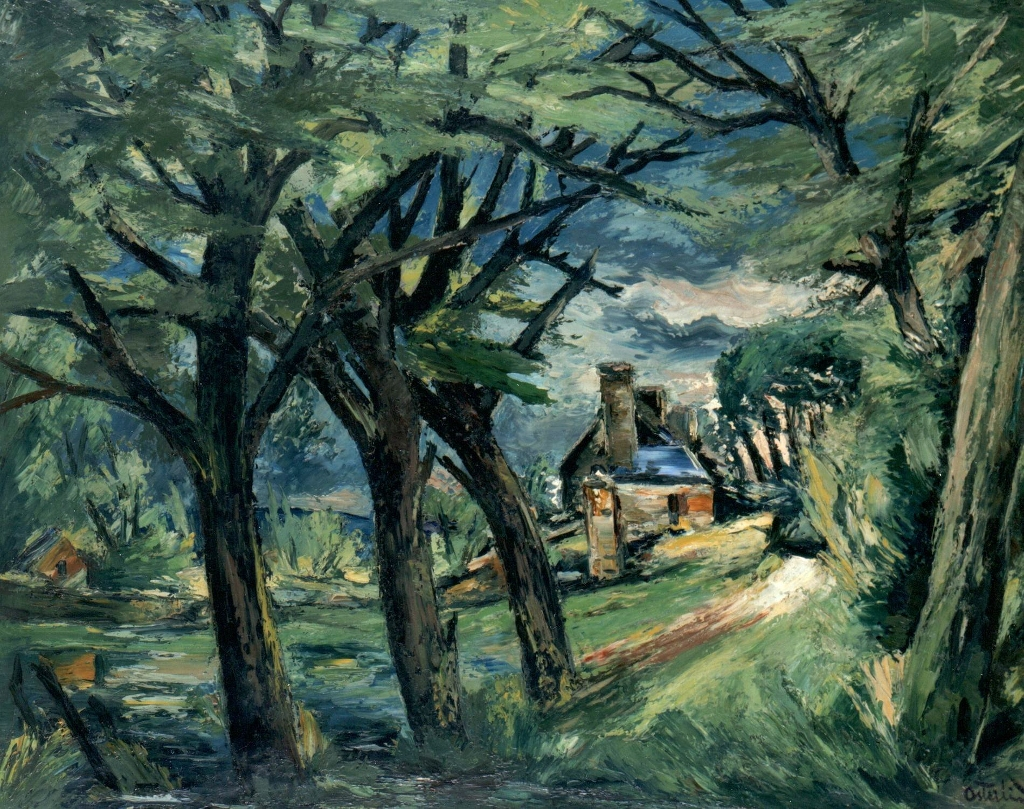
El parque (Touraine) (1942).
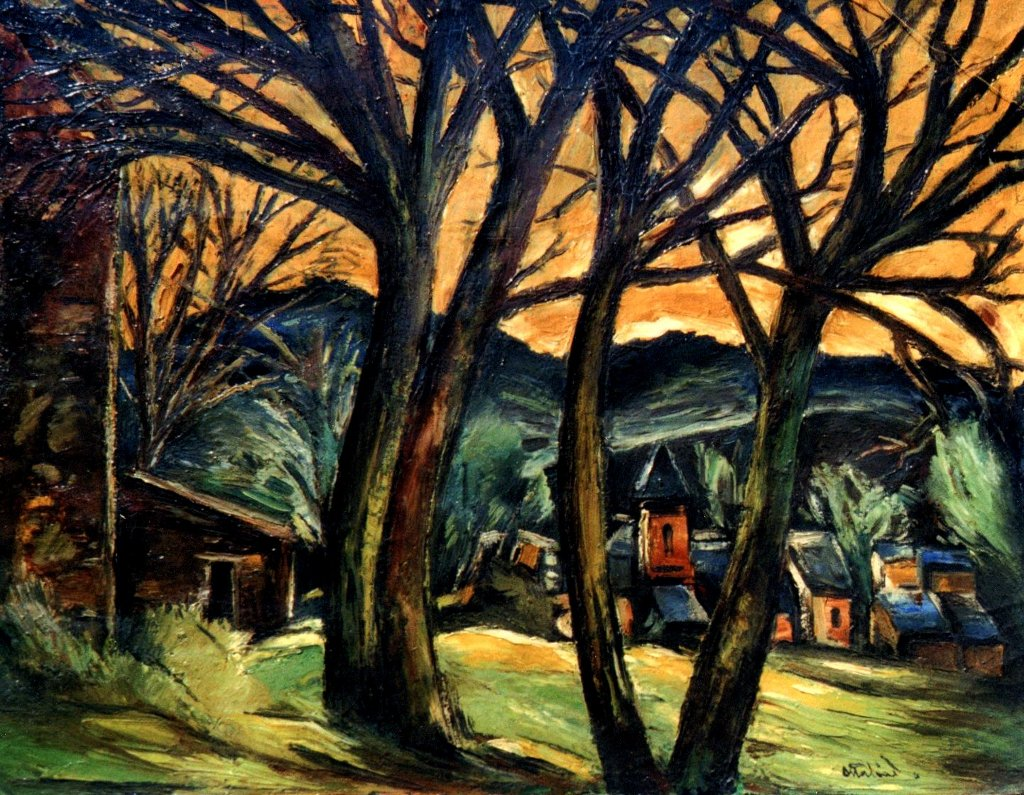
Paisaje de Cantal (1943).
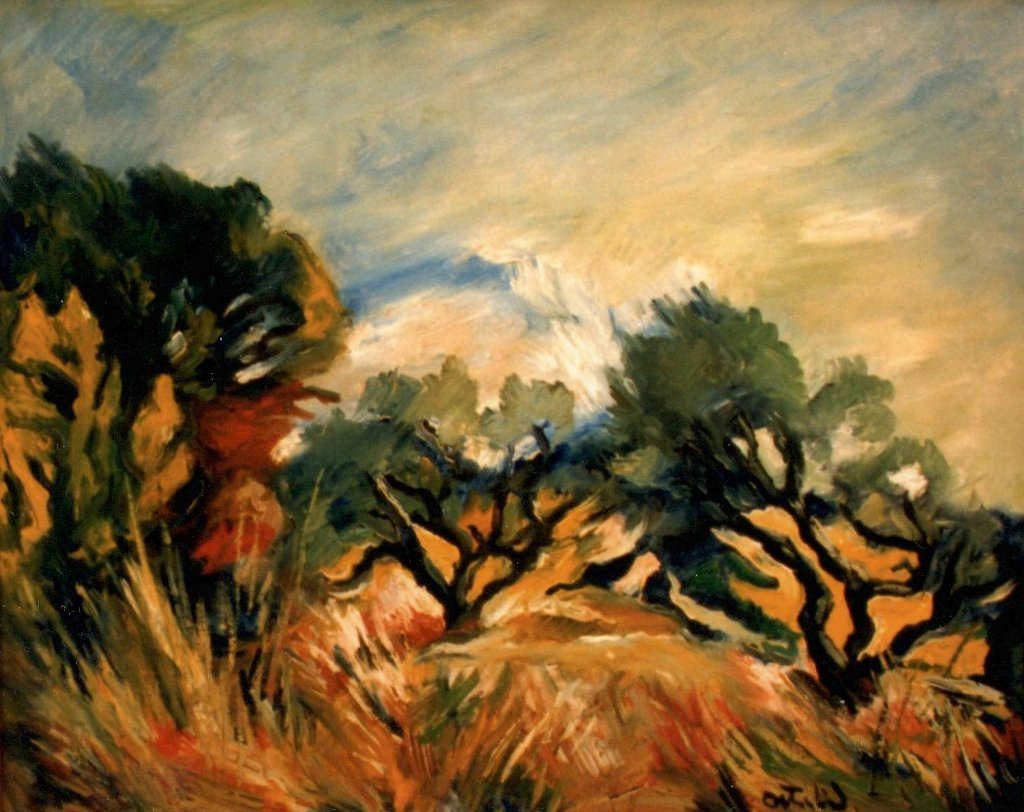
Campos de olivos en la Provenza (1953).
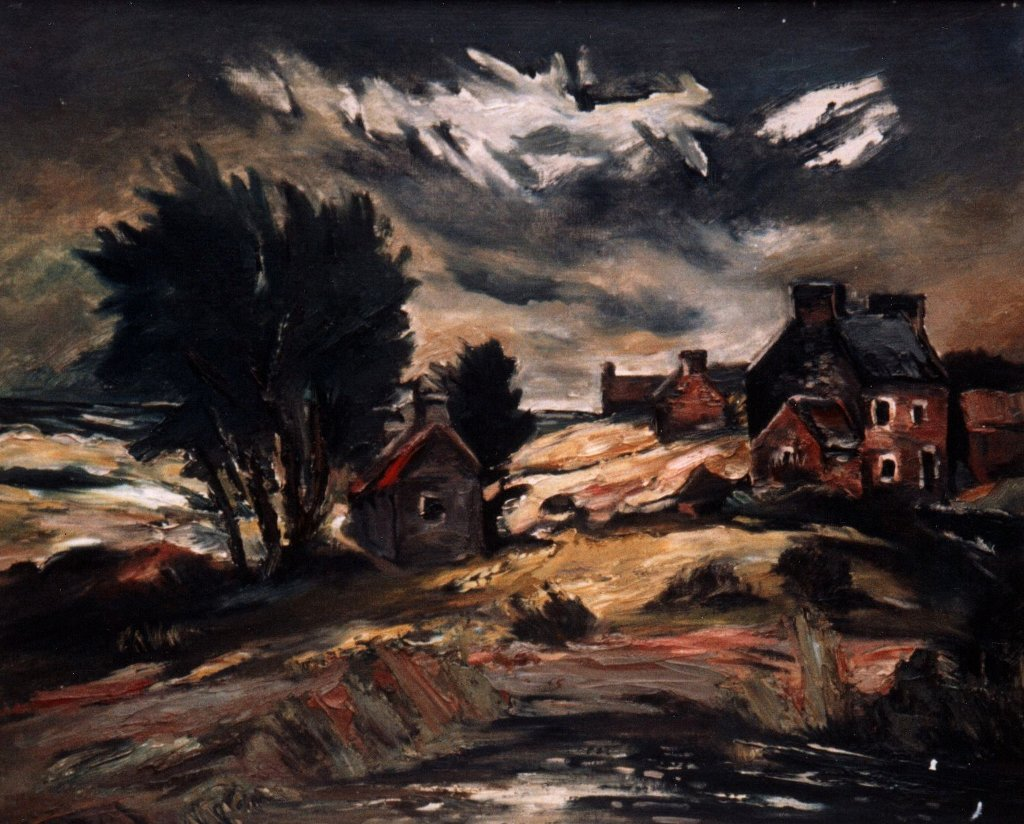
Marina, Porstall (1950).

## Exposiciones póstumas
- 1960-1966 - París, Galerie Charpentier, faubourg Saint Honoré
- 1960 - París, Salon des Tuileries
- 1964 - París, Círculo Sueco "Artistas suecos 1935-1955 en colecciones privadas suecas"
- 1968 - París 14/15 de mayo, Hôtel Drouot, Exposición de venta individual del Maître Claude Robert (44 lienzos, 26 gouaches)
- 1971 - Distrito 16 París - 6/30 de mayo, Exposición " Tierras latinas », 3 cuadros de Lozère y Provenza.
- 1979 - París, Société Nationale des Beaux Arts (retrospectiva) s, 1 lienzo
- 1980 - París, junio, Galerie le Cercle, Exposición individual : 16 pinturas del período 1947-1959.
- 1992 - Limoges, Galería Corot, Exposición “ Escuela Crozant "
- 1992 - La Roche-Jagu, Exposición " El mar y los dias »(Consejo General de Côtes d'Armor) : 1 lienzo de 1916
- 1993 - Boulogne-Billancourt, Museo de la década de 1930, enero / mayo, Exposición "El tiempo de las obras" : 1 lienzo (1944)
- 1994 - Fresselines, octubre / noviembre « Feria del paisaje "
- 1996 - París, mayo, Galería Artbise, Exposición individual, 20 lienzos de Provenza
- 1997 - Dun-le-Palestel, junio / septiembre, Exposición “ Los maestros de la Creuse: Monet, Guillaumin, Friesz,. . . "
- 2000 - Pont Aven, marzo / junio, Exposición individual, 52 obras bretonas
- 2005 - Gargilesse, Château-galerie, junio / septiembre, exposición individual “ Les 3 Osterlind "
- 2005 - La Roche-Jagu, junio / noviembre, Exposición “ Au fil du Trieux »(Consejo General de Côtes d'Armor)
- 2005 - Limoges, octubre, Galerie Artset, Exposición individual
- 2011 - Cagnes sur Mer, junio / septiembre, Château-musée Grimaud, Exposición “ Retrospectiva de las pinturas de Cagnes sur Mer ".
- 2016 - Château de Gargilesse, Las obras de Anders Osterlind ,7 mai -31 août 2016